# Хуштадинский сельсовет
Хуштадинский сельсовет — административно-территориальная единица и муниципальное образование со статусом сельского поселения в Цумадинском районе Дагестана Российской Федерации.
Административный центр — село Хуштада.

## Население
| 2002  | 2010  | 2012  | 2013  | 2014  | 2015  | 2016  |
| ----- | ----- | ----- | ----- | ----- | ----- | ----- |
| 1737  | ↘1356 | ↗1369 | ↗1384 | ↗1439 | ↗1479 | ↗1484 |
| 2017  | 2018  | 2019  | 2020  | 2021  | 2023  | 2024  |
| ↗1506 | ↗1542 | ↗1551 | ↗1584 | ↗2341 | ↗2379 | ↗2413 |

## Состав
| № | Населённый пункт | Тип населённого пункта       | Население |
| - | ---------------- | ---------------------------- | --------- |
| 1 | Тленхори         | село                         | ↗643      |
| 2 | Хуштада          | село, административный центр | ↗1081     |
| 3 | Чало             | село                         | ↗617      |